# 現在就要
《今すぐ欲しい》（現在就要）為1997年1月25日發行的Sugar Soul的歌曲。
倖田來未將此曲翻唱，於2006年2月1日發行的第27th單曲，為12週單曲連發的第9彈，單曲封面主題為法國。

## 解說
1997年1月25日發行得此單曲為Sugar Soul的出道單曲『Those Days』的第4曲。内容以「性」為主題。作詞為Aiko Machida/ZEEBRA/Jewels（Heartsdales）、作曲為DJ HASEBE/Aiko Machida。

### 倖田來未的翻唱
2006年2月1日發行，本單曲為12週單曲連發第9彈，為原Sugar Soul的成員DJ HASEBE也是為本曲的製作人。倖田的版本刪除了部分原曲的歌詞，再加上了一些新的歌詞。

## 發行版本
- CD ONLY

## 曲目
1. 今すぐ欲しい（現在就要）
2. 今すぐ欲しい（現在就要） (Instrumental)

## 資料來源
日本維基百科 今すぐ欲しい （页面存档备份，存于）